# Charles de Rohan, prince de Soubise

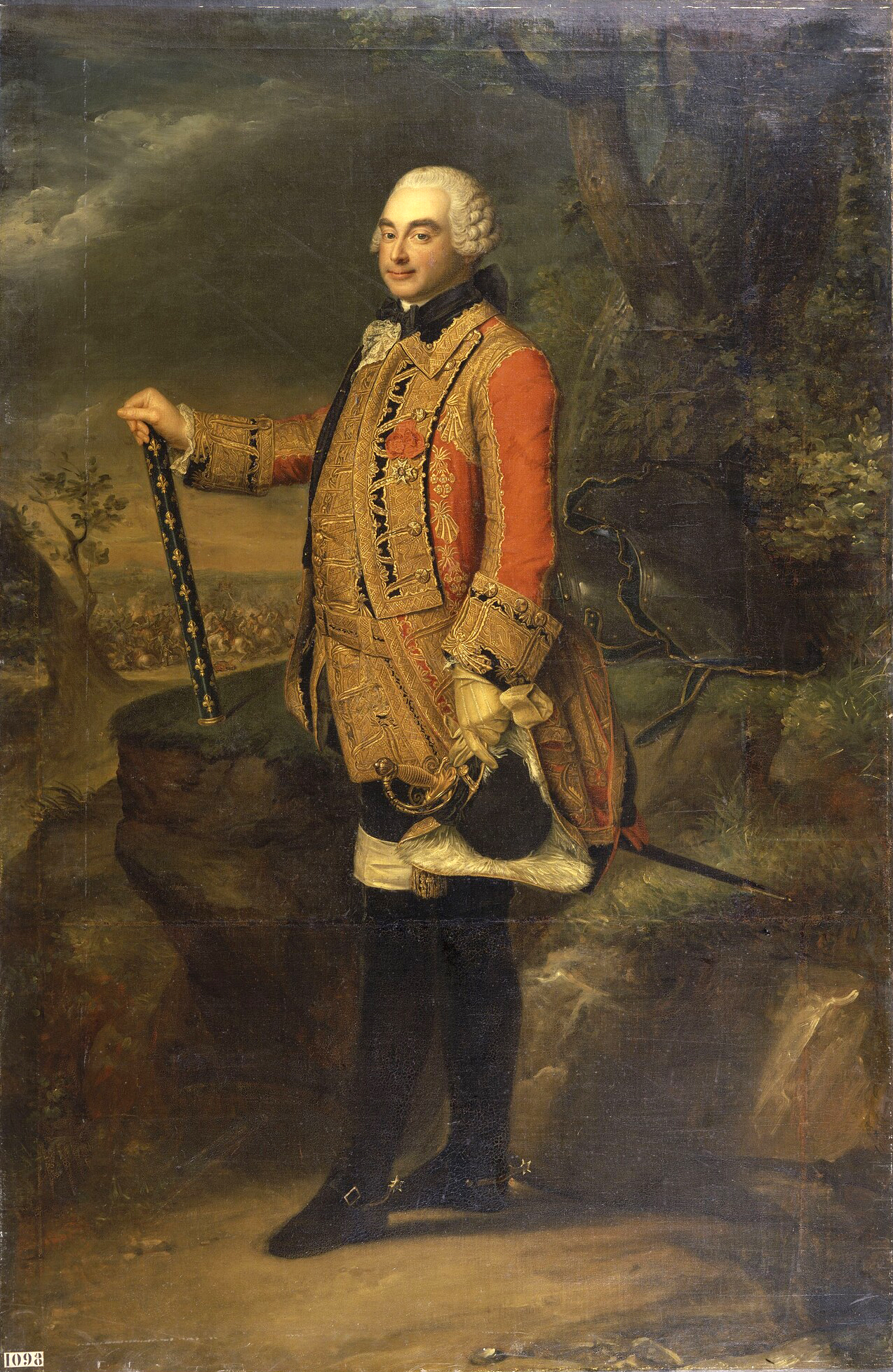
Charles de Rohan-Soubise als Marschall von Frankreich

Charles de Rohan, prince de Soubise (* 16. Juli 1715 in Paris; † 4. Juli 1787 ebenda), war ein französischer Offizier und Staatsmann. Er war ab 1758 Marschall von Frankreich und als Fürst von Soubise ein Pair von Frankreich.

## Leben
Charles war ein Sohn des Jules de Rohan, prince de Soubise (1697–1724), und dessen Frau Anne Julie Adelaide de Melun (1698–1724). Er folgte seinem Großvater Hercule Meriadec 1749 als Herzog von Ventadour und von Rohan-Rohan sowie als Fürst von Soubise und Epinoy.
Er begleitete Ludwig XV. als dessen Adjutant in den Feldzügen von 1744 bis 1748 und zwang 1746 Mechelen zur Kapitulation, weswegen er 1748 zum Maréchal de camp  und 1751 zum Gouverneur von Flandern und Hennegau ernannt wurde.
Zu Beginn des Siebenjährigen Krieges mit dem Kommando über ein Korps von 24.000 Mann betraut, eroberte er Wesel, besetzte Kleve und Geldern und vereinigte sich mit der deutschen Reichsarmee unter Herzog Joseph Friedrich von Sachsen-Hildburghausen, um Sachsen von den Preußen zu befreien. In Gotha wurde er im September von den Truppen des Friedrich Wilhelm von Seydlitz beim Diner im Schloss überfallen und ergriff eiligst die Flucht. Am 5. November 1757 erlitt er in der Schlacht bei Roßbach eine Niederlage, trotzdem sandte ihn Ludwig XV. 1758 mit Victor-François de Broglie wieder auf den Kriegsschauplatz in Deutschland.
Obwohl zwischen beiden Kommandeuren fortwährende Eifersucht herrschte, errangen sie am 10. Oktober 1758 in der Schlacht bei Lutterberg doch einen Sieg, wodurch Hessen in ihre Hände fiel. Soubise erhielt daher den Marschallstab und behielt das Kommando bis zum Friedensschluss von 1763. Nach dem Tode von Madame de Pompadour fand er eine ebenso starke Stütze in Marie-Jeanne Bécu, comtesse du Barry. Als Ludwig XV. starb, war er der Einzige der Hofleute, der den Leichnam bis zu seiner Bestattung nicht verließ. Dieser Zug der Ergebenheit bewog Ludwig XVI., Soubise die Stelle im Ministerrat zu lassen.
Er starb 1787, und mit ihm erlosch die Linie von Rohan-Soubise.

## Familie
Charles de Rohan-Soubise heiratete in erster Ehe 1734 Anne Marie Louise de La Tour d’Auvergne (1722–1739), Tochter von Emmanuel Théodose de La Tour d’Auvergne, duc de Bouillon et d’Albret, mit der er zwei Kinder hatte:
- Sohn (1739–1742), Comte de St. Pol
- Charlotte Godefride (1737–1760), ⚭ 1753 Fürst Louis V. Joseph de Bourbon, prince de Condé

Seine zweite Ehe schloss er 1742 mit Anna Theresa (1717–1745), Tochter des Prinzen Viktor Amadeus I. von Savoyen-Carignan, mit der er eine Tochter hatte:
- Victoire Armande Josephe (1743–1807), princesse de Maubuisson, ⚭ 1761 Henri Louis Marie de Rohan, duc de Montbazon (1745–1809)

Die dritte und letzte Ehe 1745 mit Anna Viktoria (1728–1792), Tochter des Landgrafen Joseph von Hessen-Rotenburg, blieb kinderlos.

## Trivia
Bekannt ist er heute als Namenspatron der Soupe Soubise (Zwiebelsuppe) und der Sauce Soubise.